# 拉特立尼達 (埃斯特利省)
拉特立尼達（西班牙語：La Trinidad）是尼加拉瓜的城鎮，位於該國北部，由埃斯特利省負責管轄，始建於1967年12月8日，面積270平方公里，海拔高度684米，2005年人口20,140，人口密度每平方公里74.59人。
12°33′28.25″N 86°11′00.52″W / 12.5578472°N 86.1834778°W